# Jaws (novel·la)
Jaws és una novel·la de 1974 de l'escriptor nord-americà Peter Benchley. Explica la història d'un gran tauró blanc que habita les aigües d'una petita ciutat turística i el viatge de tres homes que intenten matar-lo. La novel·la neix de l'interès de Benchley pels atacs de taurons després d'aprendre sobre les explotacions de pescadors de taurons el 1964. Doubleday li va encarregar escriure la novel·la el 1971, període en què Benchley va bregar com a periodista independent.
Mitjançant una campanya de màrqueting orquestrada per Doubleday i l'editor de butxaca Bantam, "Jaws" es va incorporar a molts catàlegs de llibres i va atreure interessos mediàtics. Després de la seva primera publicació el febrer de 1974, la novel·la va ser un gran èxit, amb el suport que el va dur a la llista de best-sellers durant unes 44 setmanes i la posterior en rústega venent milions d'exemplars l'any següent. Les ressenyes es van barrejar, amb moltes crítiques literàries trobant la prosa i la caracterització que faltaven a pesar del suspens efectiu de la novel·la.
Els productors de cinema Richard D. Zanuck i  David Brown van llegir la novel·la abans de la seva publicació i van comprar els drets cinematogràfics, seleccionant Steven Spielberg per a dirigir-ne l'adaptació cinematogràfica. La pel·lícula Jaws (film), llançada al juny de 1975, va ometre moltes de les subtrames menors de la novel·la, centrant-se més en el tauró i les caracteritzacions dels tres protagonistes. Jaws es va convertir en la pel·lícula més taquillera de la història fins a aquest moment, convertint-se en una pel·lícula de conques hidrogràfiques i el pare de l'estiu de Blockbuster. De la pel·lícula se'n van fer tres seqüeles.